# Daniel-Rops
Pour les articles homonymes, voir Rops et Petiot.
Henry Petiot, dit Daniel-Rops, né le 19 janvier 1901  à Épinal et mort le 27 juillet 1965 à Tresserve, est un écrivain et historien français. Membre de l’Académie française de 1955 à sa mort, il reçoit de nombreuses distinctions.

## Biographie
Jules Charles Henri Petiot naît à Épinal le 19 janvier 1901 où son père, Charles-Eugène Petiot, officier d'artillerie, est alors en garnison (il terminera sa carrière lieutenant-colonel et officier de la Légion d'honneur). Il avait épousé à Besançon le 19 avril 1899 Luce-Odile-Julie Grosperrin, mère de l'écrivain. Son grand-père paternel, après avoir été sous-officier d'artillerie, fut employé de commerce. Son grand-père maternel était menuisier. 
Étudiant des facultés de droit et de lettres de Grenoble, il travaille la géographie sous la direction de Raoul Blanchard, le père de la géographie alpine, et son mémoire Briançon, esquisse de géographie urbaine est publié en 1921. Il prépare ensuite l'agrégation d'histoire et géographie, à l’université de Lyon. Il est reçu à l'âge de 21 ans.
Il est successivement professeur d’histoire à Chambéry, Amiens et Paris, puis au lycée Pasteur de Neuilly. Dès les années 1920, il débute dans la carrière littéraire : de 1918 à 1922, Pierre Coutras publie des poèmes et nouvelles de son ami Henry Petiot. En 1923, il fonde avec Georges Gimel la revue littéraire trimestrielle Tentatives, qui paraîtra jusqu'en 1924. Outre des synthèses sur de grands écrivains, un numéro spécial est consacré à Stendhal. La revue se fait le relais des publications de la NRF et propose des passages traduits de livres en langue étrangère.
Le 8 avril 1924, il épouse à Chambéry Madeleine Marie Bouvier et le couple adopte Francis. Dès son premier volume d’essais, Notre inquiétude (1926 - Prix Paul-Flat), il adopte le nom de plume Daniel-Rops, qu’il utilisera tout au long de sa prolifique carrière littéraire. Un roman est publié en 1929, L'Âme obscure, et de nombreux articles paraissent dans diverses publications périodiques, dont Le Correspondant, Notre temps, La Revue des vivants.
À partir de 1931, alors qu'il revient au catholicisme, sous l'influence, notamment, de dom Alexis Presse, abbé cistercien de Tamié (Savoie) puis de Notre-Dame de Boquen (aujourd'hui Côtes-d'Armor), il participe, sur le conseil de Gabriel Marcel, aux activités de l'Ordre nouveau, dont il partage les orientations personnalistes. Il contribue activement à en diffuser les idées, dans des livres où il est parfois difficile de faire le partage entre sa réflexion personnelle et la doctrine du mouvement auquel il se rattache, livres qui font de lui un des représentants de l'effervescence intellectuelle des non-conformistes des années 30 : Le Monde sans âme, Les Années tournantes, Éléments de notre destin.
Après 1935, ses liens avec l'Ordre nouveau se distendent quelque peu et il collabore aux hebdomadaires catholiques Sept, puis Temps présent. Jusqu'en 1940, il publie plusieurs romans (L’Âme obscure en 1929, Mort, où est ta victoire ? en 1934, L’Épée de feu en 1939), des biographies et des essais (Psichari en 1922, Notre inquiétude en 1927, Le Monde sans âme en 1930, Rimbaud, le drame spirituel en 1935, Pascal et notre cœur, Par-delà notre nuit, Réflexions sur la volonté), dirigeant chez Plon la collection « Présences », dans laquelle il édite l'ouvrage La France et son armée de Charles de Gaulle, dont il devient l'ami.
Entre 1941 et 1944, il écrit Le Peuple de la Bible et Jésus en son temps, début d'une œuvre d'histoire religieuse qui se poursuivra avec la monumentale Histoire de l'Église du Christ interrompue par sa mort en 1965 (14 volumes publiés).
Après la Libération, il abandonne l'enseignement pour se consacrer à son travail d'historien et d'écrivain chrétien, assurant la direction de la revue Ecclesia et de la collection encyclopédique « Je sais, je crois », chez Fayard. En 1946, il reçoit le Grand prix de littérature de l'Académie française « pour l’ensemble de son œuvre ». Pie XII, qui se dit fervent lecteur de Daniel-Rops, le fait commandeur de l’ordre de Saint-Grégoire en 1949, et la grand-croix du même ordre lui est conférée en 1956. Il est élu en 1951 à l'Académie des sciences, belles-lettres et arts de Savoie, avec pour titre académique Effectif (titulaire).
Parallèlement, retrouvant dans cet engagement certains de ses anciens compagnons d'Ordre nouveau, il participe aux travaux de plusieurs mouvements fédéralistes européens, adhérant au groupe La Fédération, puis au Mouvement fédéraliste français. Il est, de 1957 à 1963, l'un des cinquante gouverneurs de la Fondation européenne de la culture fondée par Denis de Rougemont.
Il est élu membre de l'Académie française le 3 mars 1955 au fauteuil d’Édouard Le Roy, le même jour que Jean Cocteau et François Albert-Buisson. Il a 54 ans et, au moment de son élection, est le plus jeune membre de l’Académie. Il aura ce mot : « Immortel, on ne l'est que pour la vie. »
Par décision du tribunal d’Épinal du 4 juillet 1958 a lieu une modification de son acte de naissance : il s'appellera désormais « Jules Charles Henri Petiot-Daniel Rops ».
En août 1962, accompagné de Gaston Monnerville, le président du Sénat, il procède à l'inauguration du buste de Lamartine réalisé par David d’Angers, dans le village de Tresserve, en Savoie, situé sur les hauteurs du lac du Bourget, cher au poète, à côté d'Aix-les-Bains.
De 1962 à 1965, il préside l'Association des amis de La Varende.
C’est à Tresserve qu’il réside habituellement. Il y possède une bibliothèque contenant dix mille livres. Son épouse meurt en 1975.
Daniel-Rops, auteur de plus d'une vingtaine d'ouvrages sur l'histoire du christianisme, est sans doute l'écrivain le plus lu dans les milieux catholiques de la France d'après-guerre.

## Décorations
- Commandeur de la Légion d'honneur (1962 ; officier en 1954 ; chevalier en 1946).
- Commandeur de l'ordre de Saint-Grégoire-le-Grand (Vatican)
- Officier de l'Ordre du Phénix (Grèce)
- Chevalier de l'ordre de Léopold II

## Œuvres
- 1926 : Notre inquiétude
- 1926 : Sur le théâtre de H. R. Lenormand
- 1927 : Le Vent dans la nuit
- 1928 : Le Prince menteur
- 1928 : Carte d’Europe
- 1929 : L'Âme obscure
- 1930 : Deux hommes en moi, Paris, Plon, 254 p. Rédaction achevée en août 1928, selon la première édition.
- 1931 : Fauteuil 24 : Édouard Estaunié
- 1932 : Les Années tournantes
- 1932 : Le Monde sans âme
- 1933 : Péguy
- 1933 : Severa
- 1934 : Mort, où est ta victoire ?
- 1934 : Éléments de notre destin
- 1935 : Le Cœur complice
- 1935 : La Misère et nous
- 1936 : La Pureté trahie
- 1936 : Rimbaud, le drame spirituel
- 1937 : Le Communisme et les Chrétiens (en collaboration)
- 1937 : Ce qui meurt et ce qui naît
- 1937 : Tournant de la France
- 1938 : Présence et poésie
- 1938 : Le Courtinaire
- 1938 : La Maladie des sentiments
- 1938 : La Main d’un juste
- 1938 : La France veut la liberté (en collaboration)
- 1939 : L’Épée de feu
- 1939 : Le Mystère animal : l’animal cet inconnu (en collaboration)
- 1939 : Une campagne de “Temps présent” : la paix par le Christ (en collaboration)
- 1941 : L'Avenir de la science, en collaboration avec Louis de Broglie, André Thérive, Raymond Charmet, Pierre Devaux et Antonin-Dalmace Sertillanges, o.p., Éditions Plon, coll. « Présences », Paris, 313 p.
- 1941 : La Femme et sa mission (en collaboration)
- 1941 : Mystiques de France
- 1941 : L’Ombre de la douleur
- 1941 : La signification héroïque de Péguy et de Psichari
- 1941 : Vouloir
- 1942 : Où passent les anges
- 1942 : Psichari
- 1943 : L’Œuvre grandissante de Patrice de La Tour du Pin
- 1943 : Par-delà notre nuit
- 1943 : Histoire sainte. I : Le Peuple de la Bible
- 1943 : Comment connaissons-nous Jésus ?
- 1944 : Trois images de la grandeur
- 1944 : Péguy et la vraie France (en collaboration)
- 1945 : Histoire sainte. II : Jésus en son temps
- 1946 : Quêtes de Dieu. Trois tombes, trois visages
- 1946 : Notre histoire. I : Des origines à 1610
- 1946 : Histoire sainte de mes filleuls
- 1946 : Un héraut de l’Esprit : saint Paul
- 1946 : Boquen, témoignage d’espérance
- 1946 : Deux études sur William Blake
- 1947 : Notre histoire. II : De 1610 à nos jours
- 1947 : Aux silences du cœur
- 1947 : Ce visage qui nous regarde
- 1947 : L’Évangile de mes filleuls. Lourdes
- 1947 : Marges de la prière
- 1947 : La Nuit du cœur flambant
- 1947 : Sept portraits de femmes
- 1947 : Terre fidèle
- 1948 : Diane blessée
- 1948 : Histoire de l’Église du Christ. I : L’Église des apôtres et des martyrs
- 1948 : Pascal et notre cœur
- 1948 : Le Sang des martyrs
- 1948 : Les Évangiles de la Vierge
- 1949 : De l’amour humain dans la Bible
- 1949 : La Vie du Christ dans la culture française
- 1949 : Rencontre avec Charles Du Bos
- 1949 : Histoire sainte illustrée
- 1949 : Chants pour les abîmes
- 1949 : Orphiques
- 1950 : Histoire de l’Église du Christ. II : L’Église des temps barbares
- 1950 : Le Christ, thème éternel
- 1950 : L’Histoire sainte des petits enfants
- 1950 : Légende dorée de mes filleuls[10]
- 1950 : Toi aussi, Nathanaël
- 1950 : Préface du Journal d'Anne FRANK
- 1951 : Le Roi ivre de Dieu
- 1951 : Noé et son grand bateau
- 1951 : ABC du petit chrétien
- 1951 : Les Aventuriers de Dieu. Bartolomé de Las Casas
- 1951 : Histoire de Jonas. Missa est
- 1952 : Le Drame des Templiers
- 1952 : Le Pèlerin à la coquille
- 1952 : Rome
- 1952 : La Thérapeutique dans l’Ancien Testament
- 1952 : Saint Paul, conquérant du Christ
- 1952 : Histoire de l’Église du Christ. III : L’Église de la cathédrale et de la croisade
- 1953 : Chemin de Croix. Claire dans la clarté
- 1953 : Diptyque pour le temps de Pâques
- 1953 : Jésus disait à ses amis
- 1953 : Les Miracles du Fils de Dieu
- 1953 : Le Porche de Dieu fait homme
- 1953 : Quand un saint arbitrait l’Europe : saint Bernard
- 1954 : Être des saints
- 1954 : La Vie du Christ dans les chefs-d’œuvre de la peinture
- 1954 : Histoire sainte
- 1954 : L’Évangile de la pierre
- 1954 : La Passion
- 1955 : Saint Paul, aventurier de Dieu
- 1955 : Qu’est-ce que la Bible ?
- 1955 : Histoire de l’Église du Christ. IV : L’Église de la Renaissance et de la Réforme
- 1955 : Aux lions, les chrétiens !
- 1955 : Comment on bâtissait les cathédrales
- 1956 : Apôtres et martyrs
- 1957 : Claudel tel que je l’ai connu
- 1958 : Histoire de l’Église du Christ. V : L’Église des temps classiques
- 1959 : Monsieur Vincent
- 1960 : Histoire de l’Église du Christ. VI : L’Église des révolutions. 1 : En face de nouveaux destins (1789-1870)
- 1961 : La Vie quotidienne en Palestine au temps de Jésus
- 1962 : Saint Bernard et ses fils
- 1962 : Vatican II, le concile de S. S. Jean XXIII
- 1963 : Histoire de l’Église du Christ. VII : L’Église des révolutions. 2 : Un combat pour Dieu (1870-1939)
- 1964 : Chant pour un roi lépreux
- 1965 : Histoire de l’Église du Christ. VIII : L’Église des révolutions. 3 : Ces chrétiens nos frères

## Adaptations et références filmographiques
- En 1964, sort le film Mort, où est ta victoire ? adapté de son roman. Réalisé par Hervé Bromberger, le film est joué par Philippe Noiret, Laurent Terzieff, Michel Auclair, Pascale Audret, Gabriele Ferzetti, Alfred Adam, Jacques Monod, Madeleine Cheminat, Jean-Paul Moulinot et Arlette Balkis.
- Toujours au cinéma, dans le film Le Tonnerre de Dieu (1965) le personnage du curé, joué par Daniel Ceccaldi, évoque brièvement le nom de Daniel-Rops dans un échange avec le vétérinaire, incarné par Jean Gabin.